# Нагиев, Омир Мелик оглы
Омир Мелик оглы Нагиев (азерб. Ömür Məlik oğlu Nağıyev; 1 июня 1953, Баку — 31 декабря 2013, там же) — советский и азербайджанский актёр, Заслуженный артист Азербайджана (2010).

## Биография
Омир Нагиев родился 1 июня 1953 года в Баку. С 1972 года работал актёром киностудии «Азербайджанфильм». В 1975—1979 годах учился во ВГИКе (мастерские Евгения Матвеева и Алексея Баталова).
В 2005—2013 годах играл в Азербайджанском государственном русском драматическом театре имени Самеда Вургуна.
Умер 31 декабря 2013 года.

## Семья
- Жена — актриса Насиба Эльдарова, заслуженная артистка Азербайджана.
- Сын — Руфат Нагиев (1985—2013)[2].

## Награды
- Заслуженный артист Азербайджана (2010).

## Фильмография

### Актёр
1. 1970 — Семеро сыновей моих
2. 1972 — Живите, девушки
3. 1972 — Жизнь испытывает нас (азерб. Həyat Bizi Sınayır) — Фарадж (дублировал Владимир Ферапонтов)
4. 1973 — Парни нашей улицы (Азербайджанфильм)
5. 1975 — Восход над Гангом — Никхелеш
6. 1978 — Мужчина в доме (Азербайджанфильм) — Панах
7. 1980 — Структура момента (азерб. Anın quruluşu)
8. 1981 — Перед закрытой дверью (азерб. Bağlı qapı) — эпизод (нет в титрах)
9. 1982 — Здесь тебя не встретит рай (Азербайджанфильм)
10. 1982 — Льдина в тёплом море (азерб. İlıg dənizdə buz parçası) — эпизод
11. 1982 — Серебристый фургон (Азербайджанфильм) — Фарман
12. 1984 — Пора седлать коней (азерб. Atlari yaharlayin) — Калыш
13. 1985 — Джин в микрорайоне (азерб. Cin Mikrorayonda)
14. 1985 — Кровавое поле (азерб. Qanlı zəmi)
15. 1986 — Только ты (азерб. Bircəciyim)
16. 1987 — Экзамен (Азербайджанфильм) — эпизод
17. 1989 — Родные берега (азерб. Doğma Sahillər)
18. 1990 — «Япон» и японец (азерб. «Јапон» вә јапонијалы) — местный авторитет, житель рыбачьего посёлка
19. 1999 — Как прекрасен этот мир (азерб. Nə gözəldir bu dünya)
20. 2003 — Момент истины (азерб. Bir anın həqiqəti) — Линкольн Рамиз
21. 2005 — Взлётная полоса (азерб. Arxada qalmış gələcək) — Амир
22. 2005 — Территория (азерб. Ərazi)
23. 2007 — Мы вернёмся (азерб. Biz qayıdacağıq)
24. 2012 — Тайна (азерб. Sirr) — Сабир

### Режиссёр
1. 1990 — Счастливчик (азерб. Bəxtəvər; короткометражный)

### Озвучивание
1. 2008 — Секреты Апшерона (азерб. Abşeron gizlinləri; Азербайджан, документальный)